# Dossier d'information produit
 (avril 2022).
La mise en forme du texte ne suit pas les recommandations de Wikipédia : il faut le « wikifier ».
Les points d'amélioration suivants sont les cas les plus fréquents :
- Les titres sont pré-formatés par le logiciel. Ils ne sont ni en capitales, ni en gras.
- Le texte ne doit pas être écrit en capitales (les noms de famille non plus), ni en gras, ni en italique, ni en « petit »…
- Le gras n'est utilisé que pour surligner le titre de l'article dans l'introduction, une seule fois.
- L'italique est rarement utilisé : mots en langue étrangère, titres d'œuvres, noms de bateaux, etc.
- Les citations ne sont pas en italique mais en corps de texte normal. Elles sont entourées par des guillemets français : « et ».
- Les listes à puces sont à éviter, des paragraphes rédigés étant largement préférés. Les tableaux sont à réserver à la présentation de données structurées (résultats, etc.).
- Les appels de note de bas de page (petits chiffres en exposant, introduits par l'outil «  Source ») sont à placer entre la fin de phrase et le point final[comme ça].
- Les liens internes (vers d'autres articles de Wikipédia) sont à choisir avec parcimonie. Créez des liens vers des articles approfondissant le sujet. Les termes génériques sans rapport avec le sujet sont à éviter, ainsi que les répétitions de liens vers un même terme.
- Les liens externes sont à placer uniquement dans une section « Liens externes », à la fin de l'article. Ces liens sont à choisir avec parcimonie suivant les règles définies. Si un lien sert de source à l'article, son insertion dans le texte est à faire par les notes de bas de page.
- La présentation des références doit suivre les conventions bibliographiques. Il est recommandé d'utiliser les modèles {{Ouvrage}}, {{Chapitre}}, {{Article}}, {{Lien web}} et/ou {{Bibliographie}}. Le mode d'édition visuel peut mettre en forme automatiquement les références.
- Insérer une infobox (cadre d'informations à droite) n'est pas obligatoire pour parachever la mise en page.

Pour une aide détaillée, merci de consulter Aide:Wikification.
Si vous pensez que ces points ont été résolus, vous pouvez retirer ce bandeau et améliorer la mise en forme d'un autre article.
Le dossier d'information sur le produit cosmétique, DIP, ou PIF (Product Information File en anglais) est un document qui recense tous les éléments nécessaires permettant d’assurer l'innocuité d’un produit cosmétique vis-à-vis des consommateurs. Il est obligatoire depuis le 11 juillet 2013 pour tous les produits cosmétiques en Europe sous le règlement n° 1223/2009 et doit être conservé par la « personne responsable » pour une durée de 10 ans à partir de la mise en marché du dernier lot de produits,.

## Composition
Le DIP est composé de toutes les informations pertinentes qui concernent le produit cosmétique, notamment l’identité, la qualité et la sécurité de ce dernier, en conformité avec l’article 11 du règlement cosmétique.

### Description du produit
Il est nécessaire de pouvoir lier clairement le produit cosmétique au DIP. Certaines informations concernant le produit doivent donc figurer dans le dossier : 
- son nom exact
- ses noms de code, d’identification ou de formule
- tous ses noms en langue locale s’il est commercialisé dans différents pays
- une description de sa fonction
- sa formule complète (qualitative et quantitative)[3]

### Rapport sur la sécurité du produit cosmétique
Le rapport sur la sécurité du produit est établi en conformité avec l’Annexe I du règlement cosmétique. Il a pour but d'évaluer la sécurité du produit cosmétique et se divise en deux parties : la partie A qui contient toutes les informations sur la sécurité du produit et la partie B qui consiste en une évaluation détaillée de la sécurité du produit.
Il doit être sujet à des mises à jour au cours de la durée de vie complète du produit, selon la disponibilité de nouvelles informations scientifiques.

### Description des méthodes de fabrication et conformité aux bonnes pratiques de fabrication
Une description des méthodes de fabrication, mais aussi une déclaration de conformité avec les bonnes pratiques de fabrication (BPF) cosmétiques doivent être présentes dans le DIP.
Ces dernières représentent un certain nombre d’exigences pratiques et organisationnelles qui doivent être respectées lors de la production, notamment des critères d’hygiène et de sécurité.
La personne responsable ou un tiers peut se charger de la réalisation de la déclaration de conformité aux BPF.

### Preuves des allégations
Des informations de support ou des données techniques permettant d’étayer et de justifier les effets revendiqués par le produit cosmétique sont attendues dans le DIP.

### Données relatives aux expérimentations animales
Les données relatives aux tests sur les animaux réalisés par le fabricant, ses agents ou ses fournisseurs doivent aussi être contenues dans le DIP. Il est possible d’y inclure une déclaration indiquant qu'aucune expérimentation animale n’a été effectuée.

## Contrôles
Le DIP doit toujours être disponible pour les autorités sanitaires européennes (article L.5131-6 du Code de la santé publique) puisqu’il peut être examiné à tout moment par les États membres. C’est l’ANSM et la DGCCRF qui sont responsables des contrôles en France. En cas de non respect au règlement, des sanctions pénales sont prévues, pouvant aller, selon la non-conformité, jusqu’à un emprisonnement de 2 ans et une amende de 30 000€.
De plus, le DIP doit être mis à jour tous les 6 mois en moyenne afin d'éviter tout risque d'obsolescence des informations en raison de nouvelles exigences réglementaires, ainsi qu'en cas de modification majeure de la composition du produit.